# Sierra de la Torreta

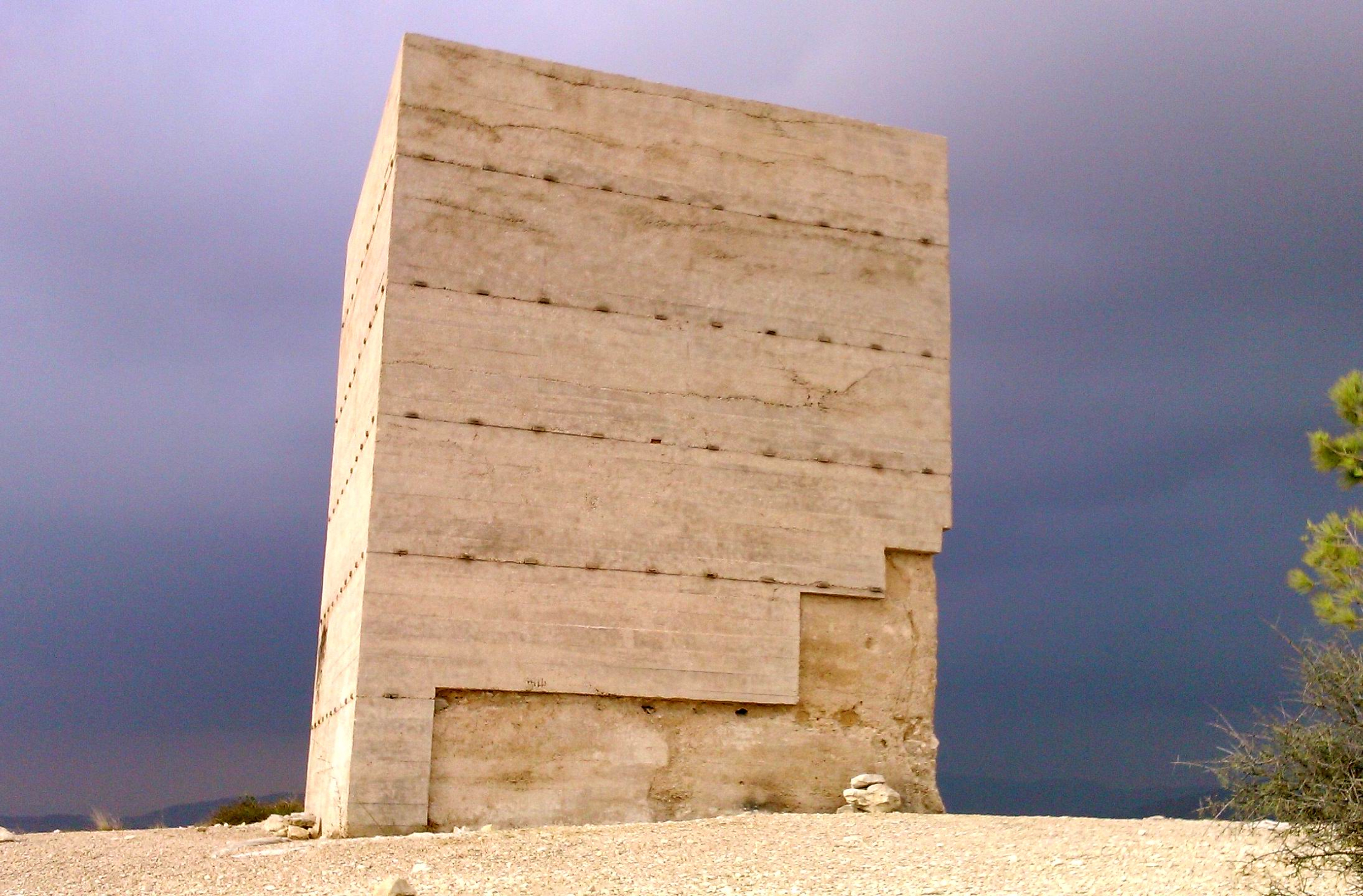
La Torreta, torre vigía de Elda

La sierra de La Torreta o Torreta-Monastil es una montaña española, situada en el municipio de Elda, en la provincia de Alicante. La formación se encuentra dentro de la Cordillera Prebética. Tiene una forma alargada en disposición este-oeste y toda su cima está a una altura media similar, que ronda los 550 m, siendo su altura máxima de 563 m s. n. m. Al oeste, la formación gira 90° hacia el sur, hasta que se corta abruptamente por la Rambla de la Melva. 
La sierra forma un promontorio alargado al norte del casco urbano de Elda, el cual llega hasta la base de la montaña, encajonando la ciudad, y que hace de frontera física hacia Sax. La carretera CV-833 tiene un pequeño puerto de montaña que la atraviesa. En el ángulo de 90° se encuentra el Hospital Virgen de la Salud de Elda, que da servicio a todo el Medio y Alto Vinalopó. En lo alto, también se encuentran 2 grandes antenas de radiodifusión, una de ellas la que utiliza Radio Elda.
La montaña da nombre así mismo a un barrio de Elda y a un instituto de educación secundaria.

## Arqueología
El emplazamiento de la montaña, junto al río y en una posición elevada con gran visibilidad sobre el valle, ha hecho que desde los albores de la historia haya sido poblada por distintas civilizaciones. En el extremo este de la sierra, se encuentra El Monastil, un poblado íbero-romano de gran valor arqueológico, del que se han extraído numerosas cerámicas y esculturas. Cuenta con las ruinas de una iglesia paleocristiana de tiempo visigodo, que probablemente derivó en monasterio. Por ello, tras la invasión morisca, estos la llamaron al-Monastir, que es de donde procede el nombre de este sector de la sierra, Monastil.
En la parte central, se encuentra La Torreta, que es la que da nombre a la montaña. Una torre vigía del siglo XIV, declarada BIC, que servía para enlazar visualmente los castillos de Elda y Sax, así como para vigilancia del tránsito de los caminos que llegaban hacia Elda.
Hay igualmente en el sector occidental un muro de piedra del que se desconoce su origen, pero que fue usado durante la Guerra de la Independencia como parapeto contra quienes ascendieran por el puerto en su vertiente norte. Existen así mismo muchas otras ruinas por las laderas de toda la sierra que están aun sin catalogar ni determinar. 

## Agua

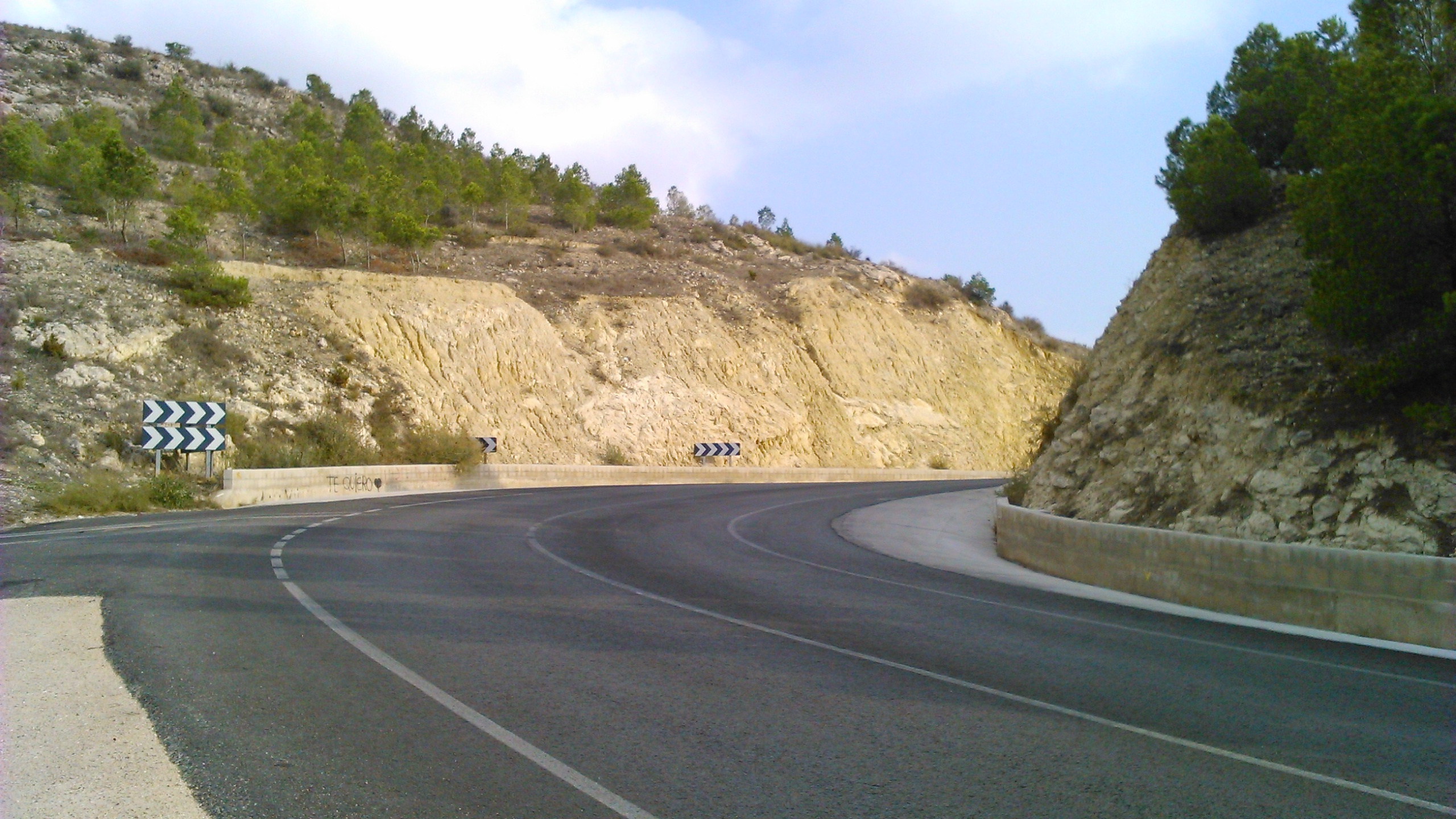
Un pequeño puerto de motanaña atraviesa la sierra

En el extremo este de la sierra, junto al Monastil, el río Vinalopó forma un desfiladero con un meandro, que supone el paso más angosto de todo el valle. Se aprovechó su morfología para situar en él el Pantano de Elda, que aunque hoy en desuso, es una de las presas más antiguas de Europa.
A principios de siglo XX, La Torreta fue una zona de producción hidroeléctrica. Se aprovechaba la cercanía al río y la pendiente para subir y dejar caer agua desde lo alto del monte mediante tubos. Existían 2 centrales, llamadas fábricas de la luz, la que tenía la empresa Luz Elda SA en el paraje del Chorrillo, y La Eléctrica Eldense, en la zona de la Casa Colorá.
Por la ladera sur también discurre un acueducto que es el que transporta el agua de consumo humano a Elda desde la vecina Sierra de Salinas.

## Fauna y Flora
Las zonas de más valor natural son los extremos oriental y occidental. Al este, en el pantano, hay un humedal donde abunda un bosque de galería formado por tarays. Al oeste, en la zona de La Lobera, que mira hacia la vertiente opuesta a la ciudad, se encuentra un enorme pinar de importante extensión, que fue repoblado hace unas décadas.